# Diocesi di Apollonia
La diocesi di Apollonia (in latino Dioecesis Apolloniensis) è una sede soppressa e sede titolare della Chiesa cattolica.

## Storia
Apollonia, le cui vestigia si trovano nei pressi di Pojan in Albania, è un'antica sede vescovile della provincia romana dell'Epirus Novus nella diocesi civile di Macedonia, suffraganea dell'arcidiocesi di Durazzo. Fino a metà circa dell'VIII secolo, tutte le sedi episcopali della prefettura dell'Illirico erano parte del patriarcato di Roma.
Secondo le fonti, citate da Michel Le Quien, i vescovi di questa sede avevano il doppio titolo di episcopi Apolloniae et Bullidis. Tre sono i vescovi attribuibili a questa sede: Felice, che partecipò al concilio di Efeso nel 431; Eusebio, che presenziò al concilio di Calcedonia nel 451; e Filocaride, che sottoscrisse la lettera dei vescovi dell'Epiro Vecchio all'imperatore Leone (458) in seguito all'uccisione del patriarca alessandrino Proterio. Ferlati assegna a questa sede anche il vescovo Paolo, che partecipò al concilio di Costantinopoli del 448, dove Eutiche fu condannato come eretico; tuttavia, secondo Le Quien, questo vescovo apparterrebbe alla sede di Apolloniade in Bitinia. Non si conoscono vescovi dopo il V secolo, probabilmente perché la diocesi scomparve in seguito alle invasioni barbariche (Goti e Unni).
Dal XVIII secolo Apollonia  è annoverata tra le sedi vescovili titolari della Chiesa cattolica; dal 31 gennaio 2022 l'arcivescovo, titolo personale, titolare è Arnaldo Catalan, nunzio apostolico in Ruanda.

## Cronotassi

### Vescovi greci
- Felice † (menzionato nel 431)
- Paolo ? † (menzionato nel 448)
- Eusebio † (menzionato nel 451)
- Filocaride † (menzionato nel 458)

### Vescovi titolari
- Giuliano Sabbatini, Sch.P. † (20 marzo 1726 - 8 marzo 1745 nominato vescovo di Modena)
- Bernardo Bonaventura Bokenhemer, O.F.M. † (22 novembre 1745 - ? deceduto)
- François de Pierre de Bernis † (10 dicembre 1781 - 20 settembre 1784 nominato arcivescovo titolare di Damasco)
- Sebastiano Alcaini, C.R.S. † (14 febbraio 1785 - 26 settembre 1785 nominato vescovo di Belluno)
- Federico Maria Molin † (26 settembre 1785 - 24 agosto 1807 nominato vescovo di Adria)
- James Whitfield † (8 gennaio 1828 - 29 gennaio 1828 succeduto arcivescovo di Baltimora)
- Thomas Joseph Brown, O.S.B. † (5 giugno 1840 - 29 settembre 1850 nominato vescovo di Newport e Menevia)
- Louis-Simon Faurie, M.E.P. † (8 aprile 1851 - 21 giugno 1871 deceduto)
- Joseph-Marie Laucaigne, M.E.P. † (3 ottobre 1873 - 18 gennaio 1885 deceduto)
- Alphonse Joseph Glorieux † (3 marzo 1885 - 26 agosto 1893 nominato vescovo di Boise City)
- Luigi Domenico Cenci (Francesco di Loreto), O.F.M.Cap. † (17 settembre 1894 - 4 marzo 1910 deceduto)
- Antonio Álvaro y Ballano † (9 luglio 1913 - 25 maggio 1914 nominato vescovo di Zamora)
- Pedro Segura y Sáenz † (14 marzo 1916 - 10 luglio 1920 nominato vescovo di Coria)
- Arnoldus Johannes Hubertus Aerts, M.S.C. † (20 luglio 1920 - 30 luglio 1942 deceduto)
- Pierre-Louis Genoud, C.S.Sp. † (17 maggio 1945 - 15 ottobre 1945 deceduto)
- John Patrick Cody † (10 maggio 1947 - 11 settembre 1956 succeduto vescovo di Kansas City-Saint Joseph)
- Franz Žak † (4 dicembre 1956 - 1º ottobre 1961 succeduto vescovo di Sankt Pölten)
- Giuseppe Caprio † (14 ottobre 1961 - 30 giugno 1979 nominato cardinale diacono di Santa Maria Ausiliatrice in via Tuscolana)
- Vincenzo Cirrincione † (21 febbraio 1980 - 8 gennaio 1986 nominato vescovo di Piazza Armerina)
- Jorge María Mejía † (8 marzo 1986 - 21 febbraio 2001 nominato cardinale diacono di San Girolamo della Carità)
- Gilberto Jiménez Narváez † (20 marzo 2001 - 20 ottobre 2015 deceduto)
- Claude Hamelin (22 dicembre 2015 - 5 novembre 2019 nominato vescovo di Saint-Jean-Longueuil)
- Antonio Crameri, S.S.C. (20 dicembre 2019 - 5 luglio 2021 nominato vicario apostolico di Esmeraldas)
- Arnaldo Catalan, dal 31 gennaio 2022